# Mărinești (okręg Alba)
Mărinești – wieś w Rumunii, w okręgu Alba, w gminie Întregalde. W 2011 roku liczyła 9 mieszkańców.